# Jacques Gelman
Jacques Gelman (* 30. Oktober 1909 in St. Petersburg, Russisches Kaiserreich; † 1986) war ein Filmproduzent und Kunstsammler.

## Leben
Gelman gehörte einer reichen Adelsfamilie an, die nach der  Russischen Revolution nach Deutschland auswanderte. Er studierte Filmproduktion in Berlin und gründete in Paris eine Firma für den Vertrieb von Filmen. 1938 reiste er nach Mexiko, um dort eine Filiale seiner Firma zu eröffnen. Da er jüdischer Abstammung war, beschloss er zu Beginn des Zweiten Weltkrieges, endgültig in Mexiko zu bleiben. Dort lernte er Natasha Zahalka aus Tschechien kennen, die er 1941 heiratete. Bei seiner Arbeit als Filmproduzent lernte er Mario Moreno „Cantinflas“ kennen, einen bekannten Komiker. In den 1940er Jahren erwarben Jacques und Natasha Gelman eine Zweitwohnung in Cuernavaca, bis sie auch endgültig dorthin zogen.
Wegen seines Interesses an der Malerei lernte er mehrere mexikanische und spanische Künstler kennen wie Diego Rivera, Frida Kahlo, David Alfaro Siqueiros, Rufino Tamayo und Rafael Cidoncha, die seine Frau Natasha porträtierten. Gunther Gerzso, ein Maler und Freund Gelmans, malte ein Porträt Gelmans. Die meisten Bilder in ihrer Sammlung stammen von ihnen. Zusammen bauten sie die größte private Sammlung mexikanischer Künstler aus den Jahren 1910 bis 1970 auf. Sie sammelten vor allem Landschaftsgemälde, Stillleben und Porträts. Zu weiteren Künstlern, die in die Sammlung aufgenommen wurden, gehörten Rufino Tamayo, María Izquierdo, José Clemente Orozco und die surrealistische Malerin Leonora Carrington. 
Nach dem Tod ihres Mannes vererbte Natascha die mexikanische Sammlung dem Kurator und heutigen Direktor Robert Littman. Er gründete die „Stiftung Vergel“, damit die Sammlung in Mexiko betreut werden sollte. Das Museum „Centro Cultural Muros“ wurde 2004 eröffnet und sollte die a nähernd 100 Gemälde der mexikanischen Sammlung zeigen.  Die von Gelman gesammelten Gemälde europäischer Maler wie Henri Matisse, Pablo Picasso, Georges Braque, Balthus und Amedeo Modigliani wurden dem Metropolitan Museum of Art in New York gestiftet.

## Filmografie
Folgende Filme wurden von Jacques Gelman produziert. In Ni sangre, ni arena führte Alejandro Galindo Regie, in allen anderen Miguel M. Delgado.
- 1941: Ni sangre, ni arena
- 1942: El circo
- 1942: Los tres mosqueteros
- 1947: ¡A volar joven!
- 1948: El supersabio
- 1955: Abajo el telón
- 1957: El bolero de Raquel
- 1958: Sube y baja
- 1961: El analfabeto
- 1962: El extra
- 1964: El padrecito
- 1966: Su excelencia
- 1968: Por mis pistolas
- 1971: El profe
- 1976: El ministro y yo
- 1977: El patrullero 777
- 1982: El barrendero

## Kunstsammlung
Unter den bekanntesten Werken aus der Sammlung von Jacques und Natasha Gelmans befinden sich:
- 1936–1937: Autorretrato en Albergue del Caballo del Alba (Selbstporträt im Heim das Alba-Pferdes) – Leonora Carrington
- 1938: Caballos (Pferde) – María Izquierdo
- 1943: Retrato de la Señora Natasha Gelman (Porträt Natasha Gelman) – Diego Rivera (erstes Bild der mexikanischen Sammlung)
- 1943: Vendedora de Alcatraces (Verkäuferin von Calla-Lilien) – Diego Rivera
- 1943: Autoretrato con Monos (Selbstbildnis mit Affen) – Frida Kahlo
- 1943: Diego en mi Mente (Diego in meinen Gedanken) – Frida Kaho
- 1945: Libertad (Freiheit) – José Cemente Orozco
- 1948: Retrato de Cantinflas (Porträt Cantinflas) – Rufino Tamayo
- 1949: Mujer con Rebozo (Frau mit Schal) – David Alfaro Siquieros
- 1953: Los Cuatro Elementos (Die Vier Elemente) – Gunther Gerzso

Katalog der Kunstsammlung:
- Hayden Herrera, Pierre Schneider, Raquel Tibol: La Colección Gelman. La Colección de Arte Mexicano Moderno y Contemporáneo de Jacques y Natasha Gelman. Cuernavaca, Morelos, Museo Muros 2004. ISBN 0-9722164-0-5.